# 水平社博物館前差別街宣事件
水平社博物館前差別街宣事件（すいへいしゃはくぶつかんまえさべつがいせんじけん）とは、2011年（平成23年）1月22日、「在日特権を許さない市民の会」（在特会）副会長を務めていた活動家の川東大了が水平社博物館の歴史認識に抗議するとして同館前で部落差別的な内容を含んだ街宣を行い、不法行為責任を問われた事件。

## 事件に至る経緯
部落問題の歴史を紹介する施設として、部落解放同盟（解放同盟）などの協力を受けて奈良県御所市に設立された水平社博物館では、特別展示のコーナーにおいてハンセン病患者やアイヌの人権問題など部落問題以外のテーマもしばしば取り上げていた。
その一環として2010年（平成22年）12月10日から2011年（平成23年）3月27日まで、日本の朝鮮植民地政策にスポットを当てた「コリアと日本 ‐『韓国併合』から100年‐ 」と題する特別展示が行われた。展示では「日本政府によって多くの朝鮮人が強制連行された。連行された女性の中には性奴隷である慰安婦として従軍させられた者もいた」といった解説がなされた。
在特会の関西地区担当副会長を務めていた川東大了は、電気工事の仕事で近畿大学のキャンパスを訪れた際に見かけたパンフレットでこの特別展示の内容を知った。強制連行や従軍慰安婦の存在を否定するなど、特別展示の論調とは異なる歴史認識を有していた川東は「水平社博物館による歴史捏造」と考え、抗議行動を計画した。
川東はこの時、京都朝鮮学校公園占用抗議事件（以下「京都事件」と表記）と徳島県教組業務妨害事件の二事件で起訴され、在特会会員との接触禁止を条件に保釈された身であったため、抗議は会の支援なしに単独で行わざるを得なかった。そこで川東は2011年（平成23年）1月5日、日章旗を掲げながら水平社博物館内を練り歩くパフォーマンスを一人で行い、水平社博物館の歴史認識に抗議した。この時は示威行為にあたるとして日章旗を畳むよう求める博物館職員と川東の間で口論が生じた。

## 事件当日
2011年（平成23年）1月22日午後1時過ぎ、水平社博物館前の路上で川東による抗議街宣が行われた。その際に川東は拡声器を用いて以下のような怒号を上げた。
川東の発言は博物館職員にとっても初めて耳にするレベルの激烈なものだったが、予め警察から「彼らは相手の反応を引き出すことを目的にしているので、挑発に乗ってはいけない」と注意されていたため、路上に出て川東を制止するなどの対応は取らなかった。
川東は1時間ほど街宣を続け、博物館内に入って職員と口論を交わした後に現場を去った。なお当日は在特会を中心とする関西の行動する保守関連の市民団体の連合体の「チーム関西」のメンバーがカメラマンとして同伴しており、当日中に上記発言を含む街宣の様子を映した動画が動画投稿サイト「YouTube」にアップロードされた。

## 事件後の動き

### 水平社博物館側
水平社博物館を後援する解放同盟は2011年（平成23年）3月7日発行の機関紙「解放新聞」でこの事件について触れ、差別事件として奈良地方法務局に申立を行うとともに、解放同盟奈良県連が主体となって川東への糾弾闘争を行うとの方針を表明した。ただ実際には特に糾弾会などは開かれず、後述する民事訴訟が起こされたのみであった。この対応について元部落解放同盟中央書記次長の西岡智は「今の解放同盟はただのお人よし集団と見られても仕方ない」と批判している。

## 民事訴訟
2011年（平成23年）8月22日、水平社博物館を運営する財団法人水平社博物館は川東の街宣によって社会的・精神的被害を被ったとして、川東に対して1000万円の慰謝料を求める民事訴訟を奈良地裁に提起した。
川東は「穢多・非人は蔑称ではないから不当な差別をしたことにはならない」「挑発的な言動はしておらず、単に水平社博物館の歴史認識の誤りを指摘したに過ぎない」などと主張して請求棄却を求めたが、奈良地裁は2012年（平成24年）6月25日、「穢多・非人が不当な差別文言であることは公知の事実であり、川東の言動は水平社博物館に対する名誉毀損にあたる。また川東の言動は水平社博物館の設立目的及び活動状況等を否定するものであり、生じた損害は相当大きなものであると言わざるを得ない」として、川東に慰謝料150万円を支払うよう命じる判決を言い渡した。原告・被告ともに大阪高裁へ控訴しなかったため、そのまま判決は確定した。

## その後
判決確定後、水平社博物館は川東に対して賠償金の支払いとアップロードされた動画の削除を求めたが、川東は生活苦を理由に賠償金は月1000円のみ支払うとし、アップロードされた動画については複製物の流通が容易であるから削除は無意味だと主張して敗訴の事実を動画説明文に加えるに留めた。
同年8月30日に水平社博物館が生命保険金支払請求権と預金債権の差し押さえを実行し、遅延損害金などを含む156万249円を回収した。